# 아리치 시나노조

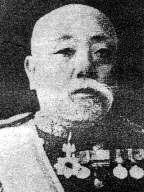
아리치 시나노조 남작

아리치 시나노조(일본어: 有地品之允)는 일본 제국의 육군, 해군군인, 화족, 정치인(귀족원의원)이다. 최종 계급은 해군 중장이고, 작위는 남작이다.
|  | 제1대 아리치 (시나노조) 남작가 당주 1896년 ~ 1919년 | 후임 아리치 도자부로 |